# جينو بوس
جينو بوس (بالهولندية: Gino Bosz)‏ (23 أبريل 1993 بروتردام في هولندا - ) هو لاعب كرة قدم هولندي في مركز الوسط. لعب مع فيتيسه آرنهم وهيراكليس ألميلو.

## روابط خارجية
- جينو بوس على موقع قاعدة بيانات كرة القدم.إي يو (الإنجليزية)
- جينو بوس على موقع Soccerway.com (الإنجليزية)
- جينو بوس على موقع عالم كرة القدم.نت (الإنجليزية)